# 伊東輝悦
伊東 輝悦（いとう てるよし、1974年8月31日 - ） は、静岡県清水市（現：静岡市清水区）出身の元サッカー選手、サッカー指導者。現役時代のポジションはミッドフィールダー（守備的ミッドフィールダー）。元日本代表。

## 来歴
小学生時代から多くのサッカー関係者に注目されていたが、当時は小柄なMFではなく長身FWだった。小学5年生時には清水市の選抜チーム・清水FCのメンバーとして1学年上の服部年宏、望月重良らと共に、小学6年生の時にはエースとして田島宏晃らと共に全日本少年サッカー大会2連覇を経験している。
東海大学第一高校に進学。同校は2学年上に森島寛晃、後にアトランタオリンピック代表となる服部年宏、岩下潤（1年先輩）、松原良香、白井博幸らを始め、後にJリーガーとなる選手が数人いたが、清水商業、清水東、静岡学園などの壁に阻まれ高校選手権には一度も出場できず、地元開催で2枠の出場があった1991年度高校総体での準優勝のみが目立った成績となった（決勝戦の相手は清水東で、後に清水エスパルスでチームメイトとなる田島宏晃、斉藤俊秀が所属していた）。
しかし、静岡県選抜としては国体2年連続優勝に貢献。各世代の日本代表にも選ばれるなど評価は高く注目されていた。「ゴムまりのようなドリブル」で一気に数人を抜き去るようなプレーから、マラドーナをもじって「テルドーナ」とも 呼ばれる。

### クラブ
高校卒業後、1993年に地元の清水エスパルスに加入した。1994年6月11日のJリーグ・サントリーシリーズ第21節ガンバ大阪戦でプロ初出場を記録した。プロ3年目の1995年から頭角を現わした。また、当時U-22日本代表監督だった西野朗に促され、「最大の転機」というディフェンシブハーフへの転身を果たす。ただし、状況によってはチャンスメイクを果たした。
1999年にスティーブ・ペリマン監督の下、Jリーグ2ndステージ優勝を果たし、この年のJリーグベストイレブンに選出されるが、アタッキングゾーンでのプレーを求められなかったため、この頃からさらに攻撃的なプレーが少なくなる。
2007年11月11日のサンフレッチェ広島F.C戦（日本平）にて、藤田俊哉に続いて史上2人目のJ1通算400試合出場を達成した（同一クラブ所属では史上初）。2008年5月11日の鹿島戦（日本平）ではJリーグ通算最多出場となる415試合出場を達成、2009年6月27日のFC東京戦（国立）にて、J1史上初となる450試合出場を達成した。
2010年11月、デビュー以来所属していた清水エスパルスより戦力外通告を受けたが、2011年よりJ1に昇格し戦力補強を望んでいたヴァンフォーレ甲府より、同じく戦力外となったチームメイト市川大祐と共にオファーがあり移籍。引き続きJ1でプレーすることとなった。
2011年7月16日、ガンバ大阪戦（中銀スタ）でJ1史上初の通算500試合出場を達成。
2012年に甲府が降格したがチームに残留し、J2初参戦で25試合に出場。2013年に甲府が再昇格したことから再びJ1のピッチに立つことになった。しかし2013年はコンディション不良もあり6試合の出場にとどまり、同年限りで甲府を退団することとなった。
2014年、AC長野パルセイロへ移籍。
2016年、ブラウブリッツ秋田へ完全移籍したが、同年シーズン限りで秋田を退団。
2017年よりアスルクラロ沼津に加入した。2022年、これまで最年長Jリーガーであった三浦知良がJFLの鈴鹿ポイントゲッターズに移籍したことで、伊東が最年長Jリーガーとなった。
2024年10月31日、現役引退を発表。11月24日、最終節のホーム松本山雅FC戦のアディショナルタイムに主将のMF徳永晃太郎に代わって途中出場しキャプテンマークも譲り受けた。愛鷹は試合終了間際の失点直後にも関わらず拍手に包まれた。試合後の引退セレモニーでは「サッカーを楽しむ事の大切さ」を柔和な表情で説いた。

### 日本代表
1996年アトランタオリンピックに出場。初戦のブラジル戦で決勝ゴールを決めマイアミの奇跡の立役者となる。3戦目のハンガリー戦でも前園真聖の決勝ゴールをアシストした。
1997年にサッカー日本代表に初選出される。1998 FIFAワールドカップ日本代表にも選出されたが、試合に出場することはなかった。
フィリップ・トルシエ監督の下では運動量と守備的意識を買われ、ボランチではなく主に右サイドの要員として起用される事が多かった。しかし常に望月や明神や波戸らと併用され、レギュラーとして定着した時期はなかった。2000年のカールスバーグカップ・メキシコ戦では初のゲームキャプテンを任せられるなど、トルシエ監督から絶大な信頼を得る（合宿終了後にゲームキャプテンから一言と言われた際、寡黙な性格のためか「お疲れ様でした」の一言しか言わなかった）。しかし、2002 FIFAワールドカップ日本代表には、負傷から復帰した直後のタイミングとなってしまい選出されなかった。

## 所属クラブ
- 1984年 - 1986年 清水市立袖師小学校
- 1987年 - 1989年 清水市立袖師中学校
- 1990年 - 1992年 東海大学第一高校
- 1993年 - 2010年  清水エスパルス
- 2011年 - 2013年  ヴァンフォーレ甲府
- 2014年 - 2015年  AC長野パルセイロ
- 2016年  ブラウブリッツ秋田
- 2017年 - 2024年  アスルクラロ沼津

## 個人成績
| 国内大会個人成績 | 国内大会個人成績 | 国内大会個人成績 | 国内大会個人成績 | 国内大会個人成績 | 国内大会個人成績 | 国内大会個人成績 | 国内大会個人成績 | 国内大会個人成績 | 国内大会個人成績 | 国内大会個人成績 | 国内大会個人成績 |
| 年度             | クラブ           | 背番号           | リーグ           | リーグ戦         | リーグ戦         | リーグ杯         | リーグ杯         | オープン杯       | オープン杯       | 期間通算         | 期間通算         |
| 年度             | クラブ           | 背番号           | リーグ           | 出場             | 得点             | 出場             | 得点             | 出場             | 得点             | 出場             | 得点             |
| 日本             | 日本             | 日本             | 日本             | リーグ戦         | リーグ戦         | リーグ杯         | リーグ杯         | 天皇杯           | 天皇杯           | 期間通算         | 期間通算         |
| ---------------- | ---------------- | ---------------- | ---------------- | ---------------- | ---------------- | ---------------- | ---------------- | ---------------- | ---------------- | ---------------- | ---------------- |
| 1993             | 清水             | -                | J                | 0                | 0                | 0                | 0                | 3                | 1                | 3                | 1                |
| 1994             | 清水             | -                | J                | 6                | 0                | 1                | 0                | 0                | 0                | 7                | 0                |
| 1995             | 清水             | -                | J                | 44               | 4                | -                | -                | 1                | 0                | 45               | 4                |
| 1996             | 清水             | -                | J                | 26               | 4                | 7                | 1                | 3                | 0                | 36               | 5                |
| 1997             | 清水             | 7                | J                | 31               | 7                | 6                | 1                | 3                | 1                | 40               | 9                |
| 1998             | 清水             | 7                | J                | 34               | 5                | 1                | 0                | 5                | 0                | 40               | 5                |
| 1999             | 清水             | 7                | J1               | 29               | 1                | 4                | 1                | 3                | 0                | 36               | 2                |
| 2000             | 清水             | 7                | J1               | 24               | 1                | 4                | 0                | 5                | 1                | 33               | 2                |
| 2001             | 清水             | 7                | J1               | 27               | 1                | 2                | 0                | 1                | 0                | 30               | 1                |
| 2002             | 清水             | 7                | J1               | 22               | 0                | 2                | 0                | 3                | 0                | 27               | 0                |
| 2003             | 清水             | 7                | J1               | 30               | 2                | 4                | 0                | 4                | 0                | 38               | 2                |
| 2004             | 清水             | 7                | J1               | 30               | 1                | 7                | 0                | 1                | 0                | 38               | 1                |
| 2005             | 清水             | 7                | J1               | 32               | 0                | 5                | 0                | 5                | 0                | 42               | 0                |
| 2006             | 清水             | 7                | J1               | 34               | 2                | 5                | 0                | 3                | 0                | 42               | 2                |
| 2007             | 清水             | 7                | J1               | 34               | 1                | 2                | 0                | 3                | 0                | 39               | 1                |
| 2008             | 清水             | 7                | J1               | 34               | 0                | 9                | 0                | 2                | 0                | 45               | 0                |
| 2009             | 清水             | 7                | J1               | 30               | 0                | 8                | 0                | 2                | 0                | 40               | 0                |
| 2010             | 清水             | 7                | J1               | 16               | 1                | 6                | 0                | 5                | 0                | 27               | 1                |
| 2011             | 甲府             | 27               | J1               | 28               | 0                | 1                | 0                | 2                | 0                | 31               | 0                |
| 2012             | 甲府             | 27               | J2               | 25               | 0                | -                | -                | 0                | 0                | 25               | 0                |
| 2013             | 甲府             | 27               | J1               | 6                | 0                | 3                | 0                | 1                | 0                | 10               | 0                |
| 2014             | 長野             | 30               | J3               | 8                | 0                | -                | -                | 0                | 0                | 8                | 0                |
| 2015             | 長野             | 30               | J3               | 3                | 0                | -                | -                | 0                | 0                | 3                | 0                |
| 2016             | 秋田             | 25               | J3               | 2                | 0                | -                | -                | 0                | 0                | 2                | 0                |
| 2017             | 沼津             | 25               | J3               | 0                | 0                | -                | -                | 1                | 0                | 1                | 0                |
| 2018             | 沼津             | 25               | J3               | 0                | 0                | -                | -                | -                | -                | 0                | 0                |
| 2019             | 沼津             | 25               | J3               | 1                | 0                | -                | -                | -                | -                | 1                | 0                |
| 2020             | 沼津             | 25               | J3               | 0                | 0                | -                | -                | -                | -                | 0                | 0                |
| 2021             | 沼津             | 25               | J3               | 0                | 0                | -                | -                | -                | -                | 0                | 0                |
| 2022             | 沼津             | 25               | J3               | 4                | 0                | -                | -                | -                | -                | 4                | 0                |
| 2023             | 沼津             | 25               | J3               | 0                | 0                | -                | -                | -                | -                | 0                | 0                |
| 2024             | 沼津             | 25               | J3               | 1                | 0                | -                | -                | -                | -                | 1                | 0                |
| 通算             | 日本             | 日本             | J1               | 517              | 30               | 77               | 3                | 55               | 3                | 649              | 36               |
| 通算             | 日本             | 日本             | J2               | 25               | 0                | -                | -                | 0                | 0                | 25               | 0                |
| 通算             | 日本             | 日本             | J3               | 19               | 0                | -                | -                | 1                | 0                | 20               | 0                |
| 総通算           | 総通算           | 総通算           | 総通算           | \|561            | 30               | 77               | 3                | 56               | 3                | 694              | 36               |

その他の公式戦
- 1996年
  - サントリーカップ 1試合0得点
- 1999年
  - スーパーカップ 1試合0得点
  - Jリーグチャンピオンシップ 2試合0得点
- 2001年
  - スーパーカップ 1試合0得点
- Jリーグ初出場 - 1994年6月11日 vsガンバ大阪戦 (日本平)
- Jリーグ初得点 - 1995年8月16日 vs浦和レッドダイヤモンズ戦 (駒場)

| 国際大会個人成績 | 国際大会個人成績 | 国際大会個人成績 | 国際大会個人成績 | 国際大会個人成績 |
| 年度             | クラブ           | 背番号           | 出場             | 得点             |
| AFC              | AFC              | AFC              | ACL              | ACL              |
| ---------------- | ---------------- | ---------------- | ---------------- | ---------------- |
| 2002-03          | 清水             | 7                | 3                | 0                |
| 通算             | AFC              | AFC              | 3                | 0                |

## 個人タイトル
- 1999年 - Jリーグベストイレブン
- 2007年 - Jリーグ フェアプレー個人賞

## 代表歴

### 出場大会など
- 1996年アトランタオリンピック
- 1998 FIFAワールドカップ
- コパ・アメリカ1999
- FIFAコンフェデレーションズカップ2001

### 試合数
- 国際Aマッチ 27試合 0得点 (1997年 - 2001年)

| 日本代表 | 国際Aマッチ | 国際Aマッチ |
| 年       | 出場        | 得点        |
| -------- | ----------- | ----------- |
| 1997     | 1           | 0           |
| 1998     | 1           | 0           |
| 1999     | 7           | 0           |
| 2000     | 7           | 0           |
| 2001     | 11          | 0           |
| 2002     | 0           | 0           |
| 通算     | 27          | 0           |

### 出場
| No. | 開催日         | 開催都市                   | スタジアム                         | 対戦相手       | 結果        | 監督                 | 大会                       |
| --- | -------------- | -------------------------- | ---------------------------------- | -------------- | ----------- | -------------------- | -------------------------- |
| 1.  | 1997年06月08日 | 東京都                     | 国立霞ヶ丘競技場陸上競技場         | クロアチア     | ○4-3        | 加茂周               | キリンカップ               |
| 2.  | 1998年05月17日 | 東京都                     | 国立霞ヶ丘競技場陸上競技場         | パラグアイ     | △1-1        | 岡田武史             | キリンカップ               |
| 3.  | 1999年03月31日 | 東京都                     | 国立霞ヶ丘競技場陸上競技場         | ブラジル       | ●0-2        | フィリップ・トルシエ | キリンビバレッジ           |
| 4.  | 1999年06月03日 | 東京都                     | 国立霞ヶ丘競技場陸上競技場         | ベルギー       | △0-0        | フィリップ・トルシエ | キリンカップ               |
| 5.  | 1999年06月06日 | 神奈川県                   | 横浜国際総合競技場                 | ペルー         | △0-0        | フィリップ・トルシエ | キリンカップ               |
| 6.  | 1999年06月29日 | アスンシオン               |                                    | ペルー         | ●2-3        | フィリップ・トルシエ | コパ・アメリカ             |
| 7.  | 1999年07月02日 | アスンシオン               |                                    | パラグアイ     | ●0-4        | フィリップ・トルシエ | コパ・アメリカ             |
| 8.  | 1999年07月05日 | ペドロ・ファン・カバジェロ |                                    | ボリビア       | △1-1        | フィリップ・トルシエ | コパ・アメリカ             |
| 9.  | 1999年09月08日 | 神奈川県                   | 横浜国際総合競技場                 | イラン         | △1-1        | フィリップ・トルシエ | キリンチャレンジ           |
| 10. | 2000年02月05日 | 香港                       |                                    | メキシコ       | ●0-1        | フィリップ・トルシエ | カールスバーグカップ       |
| 11. | 2000年02月13日 | マカオ                     |                                    | シンガポール   | ○3-0        | フィリップ・トルシエ | アジアカップ予選           |
| 12. | 2000年04月26日 | ソウル                     |                                    | 韓国           | ●0-1        | フィリップ・トルシエ | 国際親善試合               |
| 13. | 2000年06月04日 | カサブランカ               |                                    | フランス       | △2-2(PK2-4) | フィリップ・トルシエ | ハッサン2世杯              |
| 14. | 2000年06月06日 | カサブランカ               |                                    | ジャマイカ     | ○4-0        | フィリップ・トルシエ | ハッサン2世杯              |
| 15. | 2000年06月11日 | 宮城県                     | 宮城スタジアム                     | スロバキア     | △1-1        | フィリップ・トルシエ | キリンカップ               |
| 16. | 2000年12月20日 | 東京都                     | 国立霞ヶ丘競技場陸上競技場         | 韓国           | △1-1        | フィリップ・トルシエ | キリンビバレッジ           |
| 17. | 2001年03月24日 | サンドニ                   |                                    | フランス       | ●0-5        | フィリップ・トルシエ | 国際親善試合               |
| 18. | 2001年04月25日 | コルドバ                   |                                    | スペイン       | ●0-1        | フィリップ・トルシエ | 国際親善試合               |
| 19. | 2001年05月31日 | 新潟県                     | 新潟スタジアム                     | カナダ         | ○3-0        | フィリップ・トルシエ | コンフェデレーションカップ |
| 20. | 2001年06月04日 | 茨城県                     | 茨城県立カシマサッカースタジアム   | ブラジル       | △0-0        | フィリップ・トルシエ | コンフェデレーションカップ |
| 21. | 2001年06月10日 | 神奈川県                   | 横浜国際総合競技場                 | フランス       | ●0-1        | フィリップ・トルシエ | コンフェデレーションカップ |
| 22. | 2001年07月01日 | 北海道                     | 札幌ドーム                         | パラグアイ     | ○2-0        | フィリップ・トルシエ | キリンカップ               |
| 23. | 2001年07月04日 | 大分県                     | 大分スポーツ公園総合競技場         | ユーゴスラビア | ○1-0        | フィリップ・トルシエ | キリンカップ               |
| 24. | 2001年08月15日 | 静岡県                     | 静岡県小笠山総合運動公園スタジアム | オーストラリア | ○3-0        | フィリップ・トルシエ | AFC/OFCチャレンジカップ    |
| 25. | 2001年10月04日 | ランス                     |                                    | セネガル       | ●0-2        | フィリップ・トルシエ | 国際親善試合               |
| 26. | 2001年10月07日 | サザンプトン               |                                    | ナイジェリア   | △2-2        | フィリップ・トルシエ | 国際親善試合               |
| 27. | 2001年11月07日 | 埼玉県                     | 埼玉スタジアム2002                 | イタリア       | △1-1        | フィリップ・トルシエ | キリンチャレンジカップ     |